# Liceo scientifico statale Galeazzo Alessi
Il Liceo Scientifico Statale Galeazzo Alessi è un Liceo Scientifico di Perugia.

## Storia
Il “Galeazzo Alessi” è stato il primo Liceo Scientifico ad essere fondato a Perugia dove opera dal 1923, nella prospettiva continua di un rafforzamento e di un aggiornamento della sua identità liceale e scientifica. Le origini del Liceo Alessi risalgono all’istituzione nel 1859 ed in particolare all’apertura a Perugia della Scuola Normale di Fisica Ignazio Danti.
Fino agli anni settanta l’Alessi è stato l’unico Liceo Scientifico di Perugia; la sua notevole espansione ha reso necessaria l’istituzione di succursali, in seguito divenute autonome. Negli anni ottanta, le esigenze dei sempre più numerosi allievi del Liceo hanno reso indispensabile il suo trasferimento nell’attuale edificio di Via Ruggero d’Andreotto. 

## Strumenti storici di Fisica
La collezione storica degli strumenti del laboratorio di Fisica trae le proprie origini da alcuni strumenti della Regia Scuola Normale Maschile “Ignazio Danti” esistente a Perugia dal 1861 al 1923, anno in cui fu istituito il Regio Liceo Scientifico “Galeazzo Alessi”, che ereditò la tradizione e le strumentazioni scientifiche dei laboratori di Fisica e di Scienze della S. N. M. Ignazio Danti. A quegli strumenti se ne aggiunsero nel tempo altri acquistati durante il periodo del Regio Liceo Scientifico dal 1923 al 1946, anno in cui l’Istituto acquisì l’attuale denominazione “Liceo Scientifico Statale Galeazzo Alessi”.
Negli anni sessanta il laboratorio di Fisica del Liceo, potenziato con apparecchiature di nuova generazione appartenenti all’Istituto Magistrale “Pieralli” ed al Liceo Classico “Mariotti”, divenne il “Laboratorio Centrale di Fisica” a cui potevano accedere anche le suddette scuole. La sede storica del Liceo Alessi è stata in via della Viola dalla quale, visto l‘elevato numero di alunni e la presenza di sedi distaccate, nel 1982 fu trasferito in quella attuale in via Ruggero d’Andreotto. Con il trasferimento, tutti gli strumenti del Laboratorio Centrale di Fisica passarono in carico al Liceo Alessi, aumentando notevolmente la dotazione delle apparecchiature scientifiche, garantendo così la possibilità di svolgere attività di laboratorio che coprono una vastissima parte del programma ministeriale di Fisica previsto per il Liceo. In questa nuova sede, gli strumenti storici che probabilmente per motivi di spazio erano tenuti abbandonati e ammassati all’interno di armadi di legno, trovarono nel tempo una sistemazione adeguata, iniziata con una impegnativa opera di manutenzione per ripristinare ove possibile non solo il funzionamento ma anche l’aspetto estetico degli apparecchi. L’acquisto di un opportuno numero di armadi con ante a vetro, posti all’interno di uno dei laboratori di Fisica ha consentito di metterli in esposizione per settori e di poterne meglio apprezzare le caratteristiche. La maggior parte di questi strumenti sono funzionanti, pochi guasti o mancanti di parti. Alcuni sono utilizzati ancora durante le lezioni pratiche assieme agli strumenti moderni regolarmente in uso nei laboratori di Fisica. 

## La Siringa
"La Siringa" è il giornalino storico del Liceo Alessi, fondata negli anni 50-60 opera ancora oggi all'interno della scuola. I ragazzi si liberano alla scrittura di articoli che potranno poi essere letti da tutti gli studenti del Liceo. Si può raggiungere il sito web della Siringa qui. 